# Benjamin (fumettista)
Bin Zhang (张彬 Zhāng Bīn) conosciuto anche con il nome d'arte Benjamin (本杰明) (Heilongjiang, 16 marzo 1974) è un fumettista e illustratore cinese.

## Opere

### Manhua
- One Day (2002)
- Remeber (2004)
- Orange (2006)
- Savior (2010)

### Artbook
- Io: Art of the Wired (2004)
- Flash (2008)